# Althaea vranjensis
Althaea vranjensis är en malvaväxtart som beskrevs av Diklic och Nikolic. Althaea vranjensis ingår i släktet läkemalvor, och familjen malvaväxter. Inga underarter finns listade i Catalogue of Life.